# إزرائيل كول
إزرائيل كول (بالإسبانية: Israel Coll) (22 يوليو 1993 في الأرجنتين - ) هو لاعب كرة قدم أرجنتيني في مركز الوسط.

## وصلات خارجية
- إزرائيل كول على موقع قاعدة بيانات كرة القدم.إي يو (الإنجليزية)
- إزرائيل كول على موقع Soccerway.com (الإنجليزية)